# Obayashi Corporation
Obayashi Corporation é uma das maiores construtoras do Japão, estando na Nikkei 225 da Bolsa de Valores de Tóquio. Sua atual sede é no bairro Minato, em Tóquio, mas a empresa foi fundada na cidade de Osaka, em janeiro de 1892, por Yoshigoro Obayashi. Possui escritórios nos principais países da Ásia e tem 86 subsidiárias pelo mundo. Sua receita líquida em 2012 foi de US$ 15.399 bilhões.
Entre suas principais obras, estão a sede da Tokyo Broadcasting System, o Osaka Dome, o Osaka World Trade Center, o Roppongi Hills, a Tokyo Skytree, o ANZ Stadium, o Metrô de Taipé, o Metrô de Dubai, o MRT de Singapura. entre outras.
Em 2012, a empresa anunciou que pretende construir o Elevador espacial ou uma cidade na Lua até o ano de 2050. Em 1989, a mesma empresa tinha anunciado a construção do Aeropolis 2001, para ser inaugurado no ano de 2000. O Aeropolis era um projeto de um arranha-céus de 500 andares sobre a Baía de Tóquio. Porém, o prédio nunca saiu do papel.